# 브루스 알트만
브루스 올트먼(Bruce Altman, 1955년 7월 3일 ~ )은 미국의 배우이다.
브롱크스에서 태어났다.

## 출연 작품
- C 스트리트 (2016년)
- 사랑에 미치다 (2015년) - 도날드 역
- 쉘터 (2014년) - 피터 역
- 디 오드 웨이 홈 (2013년)
- 킬리만자로 (2013년)
- 시크릿 (2012년) - 크리스 보글러 역
- 더 시터 (2011년) - 짐 그리피스 역
- 인사이드 아웃 (2010년)
- 굿모닝 에브리원 (2010년)
- 피터 앤 반디 (2009년)
- 스켑틱 (2009년)
- 사랑은 너무 복잡해 (2009년) - 테드 역
- 신부들의 전쟁 (2009년) - 시몬스 역
- 내셔널 람푼: 베그보이 (2008년)
- 더 클럽 (2008년)
- 러닝 스케어드 (2006년) - 데즈 역
- 트웰브 앤 홀딩 (2005년) - 코치 길모어 역
- 힙합 X (2003년)
- 매치스틱 맨 (2003년)
- 체인징 레인스 (2002년) - 테리 카프먼 역
- L.I.E. (2001년) - 마티 블리처 역
- 캅 랜드 (1997년)
- Dear Diary (1996) - 단편
- 질리안의 서른 일곱번째 생일에 (1996년) - 폴 윌러 역
- 바이브레이션 (1995년)
- 탐정 행스 (1994년)
- 필사의 경주 (1994년)
- 페이퍼 (1994년)
- 퀴즈 쇼 (1994년)
- 루키 (1993년)
- 미스터 원더풀 (1993년)
- 미스터 존스 (1993년)
- 마이 뉴 건 (1992년)
- 글렌게리 글렌 로스 (1992년) - 미스터 스패널 역
- 헨리의 이야기 (1991년) - 브루스 역

### 텔레비전
- 로앤오더 (1991-2009)
- 천사의 손길 (1995)
- 성범죄수사대: SVU (2001)
- 뉴욕 특수수사대 (2002)
- 소프라노스 (2002)
- 레스큐 미 (2004)
- 블루 블러드 (2010-13)